# Soritacea
Os soritáceos (Soritacea) são um grupo de foraminíferos bentónicos miliólidos que possuem testas porcelanosas. Podem apresentar diferentes formas mas geralmente possuem muitas câmaras. Alguns da família dos sorítidos podem crescer até um centímetro, sendo considerado um tamanho enorme para um protista. Todos os soritáceos albergam no seu corpo algas endosimbióticas, as quais seguramente se deve o facto de poderem alcançar os seus significativos tamanhos. Algumas espécies têm como simbiontes algas vermelhas, outras têm algas verdes, e outras apresentam endossimbiontes dinoflagelados, como Symbiodinium. Estes grandes foraminíferos que contêm simbiontes encontram-se normalmente em águas oligotróficas tropicais. A sua classificação estratigráfica vai desde o Permiano superior à actualidade. Ao grupo dá-se-lhe geralmente a categoria de superfamília, e com o nome tradicional Soritacea, o grupo também é por vezes denominado Soritoidea, dentro da subordem Miliolina.